# Astroloba spiralis
Astroloba spiralis (укр. Астролоба закручена) — сукулентна рослина роду астролоба (Astroloba) підродини асфоделеві (Asphodelaceae).

## Ареал

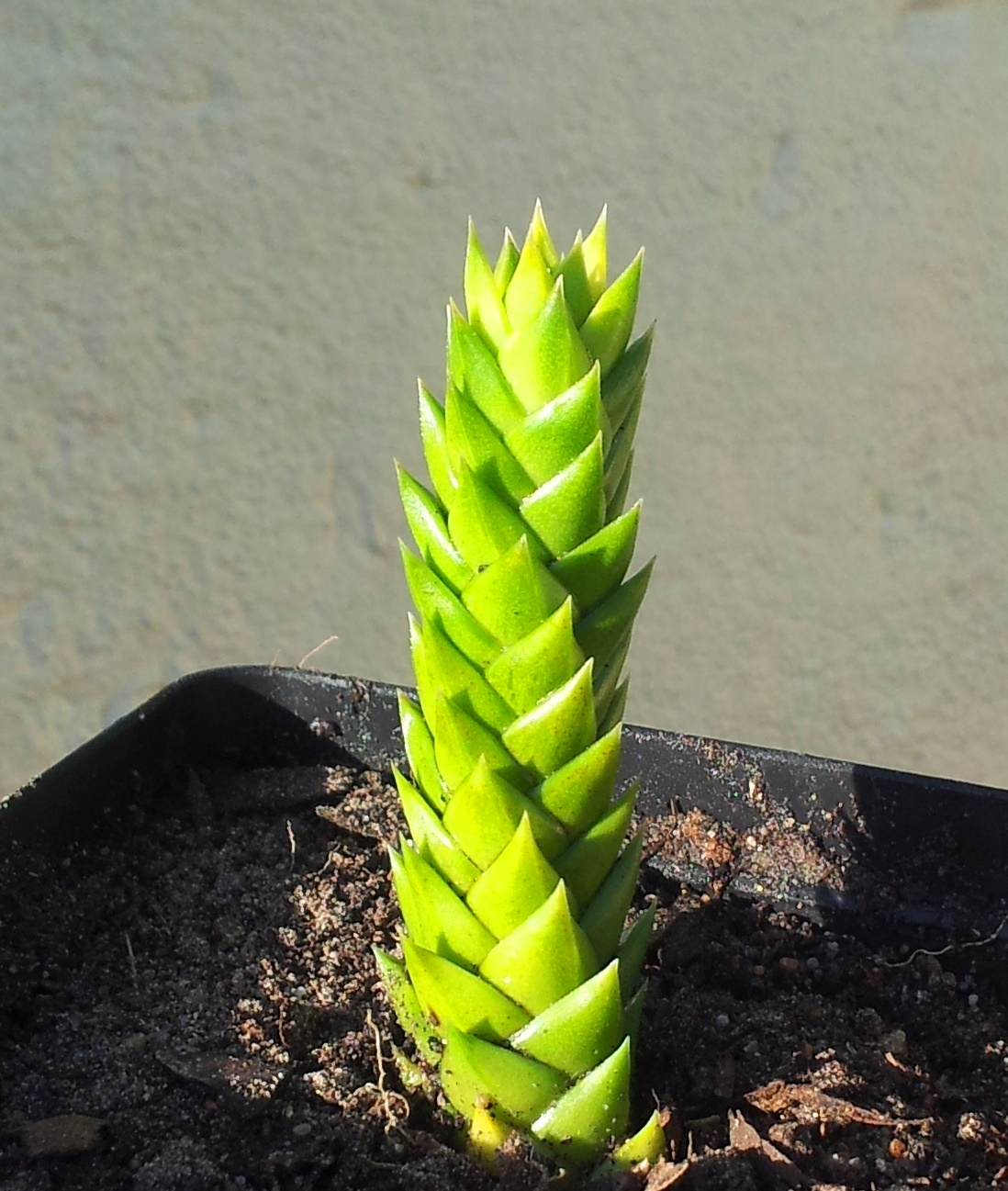
Astroloba spiralis в культурі

Південна Африка (Східний Кейп, Західний Кейп).

## Екологія
Росте на висоті 400—800 м над рівнем моря.

## Біологічний опис
Рослина заввишки до 20 см з розеткою листя до 15 см в діаметрі, розташованими на стеблі по спіралі, квітки білі або жовті.

## Умови зростання
Не переносить морозу. Місце розташування — напівтінь або тінь. Помірний полив, добрий дренаж.